# وستون این گوردانو
وستون این گوردانو (به انگلیسی: Weston in Gordano) یک روستا و محله مدنی در بریتانیا است که در Weston-in-Gordano واقع شده‌است. وستون این گوردانو ۳۰۱ نفر جمعیت دارد.